# Orlogsskonnerten Diana
Diana blev bygget på Orlogsværftet i København og søsat i 1863 og var næsten identisk med Fylla fra det foregående år. Skibet var bygget af træ og forsynet med en motor fra Burmeister & Baumgarten på 500 HK. Skibets skrue kunne hejses op i en brønd, så den ikke sinkede fremdriften, når der førtes sejl. Diana gjorde især tjeneste på Nordatlanten som inspektionsskib. Skibet havde oprindeligt helt glat dæk, bortset fra de tre master og skorstenen, så svingkanonerne kunne anvendes frit. Efter omarmeringen i 1881 var dette ikke længere nødvendigt, og der kom en overbygning til omkring skorstenen. Blev i 1885 klassificeret som krydser af 3. klasse, men fortsatte tjenesten som inspektionsskib. I 1896 blev Diana overført til gruppen af skoleskibe og igen betegnet som skonnert.

## Tekniske data

### Generelt
- Længde: 47,8 m
- Bredde:  7,9 m
- Dybgang: 3,6 m
- Deplacement: 671 ton
- Fart 10 knob
- Besætning: 84 i 1864, 80 i 1890

### Armering
- Artilleri (1864): 1 styk 60 pund (20,5 cm) glatløbet forladekanon og to styk 18 pund (14 cm) riflede forladekanoner. Under krigen i 1864 desuden 8 styk 4 pund haubitser.
- Artilleri (1865): 3 styk 18 pund (14 cm) riflede forladekanoner.
- Artilleri (1869): Ubevæbnet (post- og passagerskib).
- Artilleri (1881): 8 styk 87 mm riflede bagladekanoner og 2 styk 37 mm kanoner.
- Artilleri (1883): 6 styk 87 mm riflede bagladekanoner og 2 styk 37 mm kanoner.

## Tjeneste
- Indgået i 1864 og tilknyttet eskadren i den østlige del af Østersøen. I 1866 på togt til Færøerne og 1868-69 til De dansk-vestindiske øer. Fra 1870 overtog Staten post- og passagertrafikken til Island, og sejladsen blev udført af Diana. I 1880 gik opgaven tilbage til DFDS og Diana blev returneret til Marinen. I 1881 hovedrepareret og omarmeret. Var i årene 1882-87 og 1892-94 hvert sommerhalvår stationsskib ved Island og Færøerne. Var igen i Vestindien i vinteren 1893-94. Anvendt som skoleskib i 1896 og derefter 1898-1902 hvert år som opmålingsskib i Nordatlanten. Udgået af Flådens tal i 1903, og dermed ikke længere betragtet som aktivt krigsskib. Ophugget i 1904.